# Comté de Walker (Texas)
Pour les articles homonymes, voir Walker et Comté de Walker.
Le comté de Walker, en anglais : Walker County, est un comté situé dans l'Est de l'État du Texas aux États-Unis. Fondé le 6 avril 1846, son siège de comté est la ville de Huntsville. Selon le recensement des États-Unis de 2020, sa population est de 76 400 habitants. Le comté a une superficie de 2 076 km2, dont 2 031 km2 en surfaces terrestres. Il est initialement baptisé à la mémoire de Robert J. Walker, Secrétaire du Trésor des États-Unis. En 1863, il est décidé que le comté honorerait Samuel Hamilton Walker (en), un Texas Ranger.

## Organisation du comté
Le comté de Walker est créé le 6 avril 1846 à partir de terres du comté de Montgomery. Il est définitivement autonome et organisé, le 27 juillet 1846.
Initialement, le comté est baptisé en référence à Robert J. Walker, 18e Secrétaire du Trésor des États-Unis, qui présente au Congrès des États-Unis, le projet d'annexion du Texas. En raison de son soutien à l'Union, durant la guerre de Sécession, l’État du Texas décide, en 1863, d'honorer plutôt Samuel Hamilton Walker (en), un Texas Ranger,.

## Comtés adjacents
| Comté de Madison | Comté de Houston    | Comté de Trinity     |
| Comté de Grimes  | comté de Walker     | Comté de San Jacinto |
|                  | Comté de Montgomery |                      |

## Géographie - Climat
Le comté de Walker est situé dans l'Est du Texas, aux États-Unis,. Il est à l'extrémité occidentale des plaines côtières du Texas.
Il a une superficie totale de 2 075,8 km2, composée de 2 030,9 km2 de terres et de 44,89 km2 de zones aquatiques.
Son altitude est comprise entre 42 m et 123 m. Les précipitations annuelles moyennes sont de 1 168,4 mm.
Le comté est drainé par les fleuves Trinity, au nord, et le San Jacinto, au sud.

## Démographie

Pyramide des âges du comté de Walker (2000).

Lors du recensement de 2010, le comté comptait une population de 67 861 habitants. Elle est estimée, en 2017, à 72 245 habitants,.